# Periophthalmus
Periophthalmus là một chi gồm các loài cá thòi lòi bản địa rừng thực vật ngập mặn dọc các bờ biển châu Phi, Ấn Độ, và Nam châu Á. Tất cả các loài trong chi này hung hăng và bảo vệ lãnh thổ riêng.

## Các loài
Có 19 loài được công nhận trong chi này:

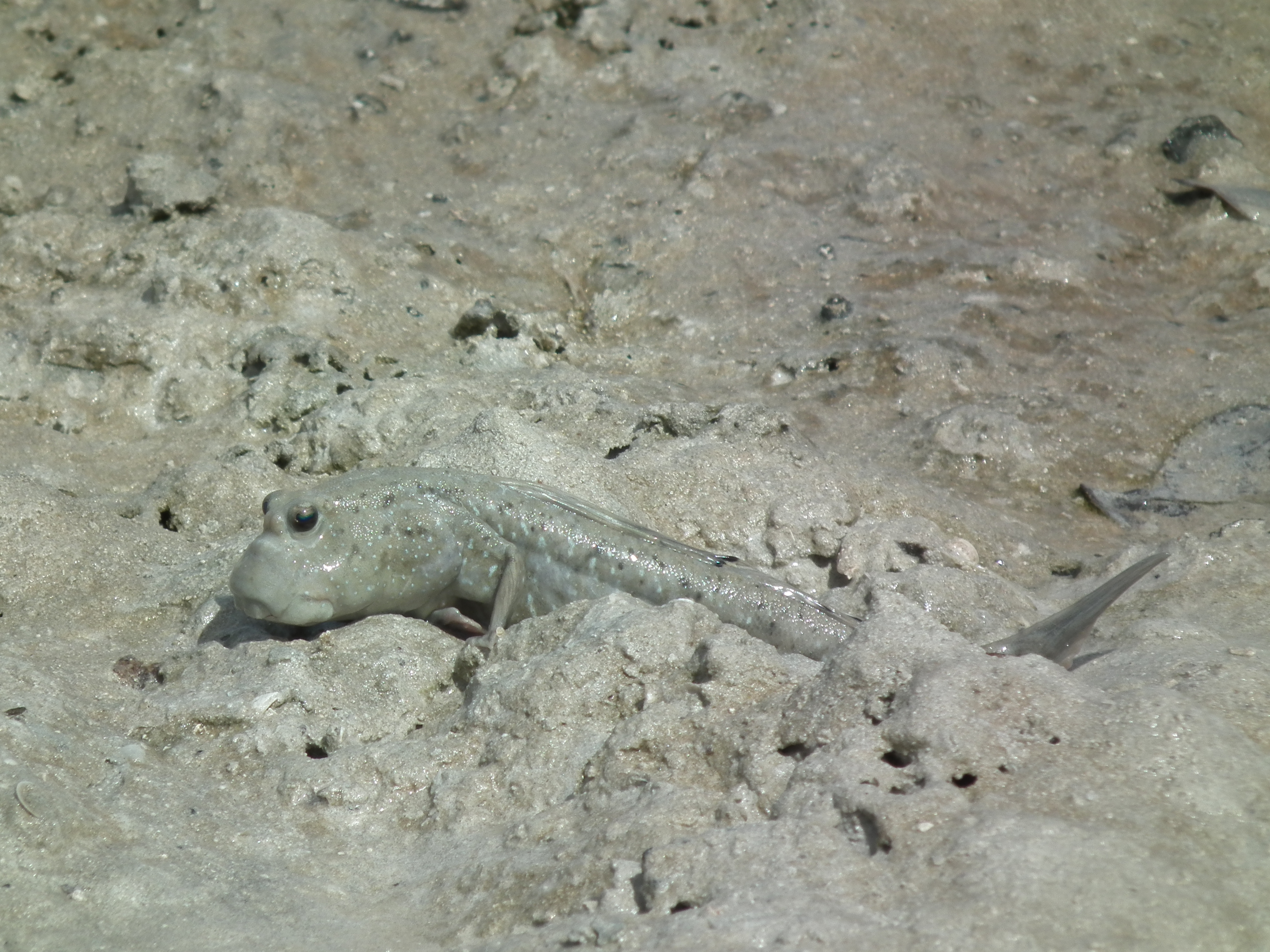
Periophthalmus waltoni from United Arab Emirates

- Periophthalmus argentilineatus Valenciennes, 1837
- Periophthalmus barbarus (Linnaeus, 1766)
- Periophthalmus chrysospilos Bleeker, 1852
- Periophthalmus darwini Larson & Takita, 2004[3]
- Periophthalmus gracilis Eggert, 1935
- Periophthalmus kalolo Lesson, 1831[4]
- Periophthalmus magnuspinnatus Y. J. Lee, Y. Choi & B. S. Ryu, 1995
- Periophthalmus malaccensis Eggert, 1935
- Periophthalmus minutus Eggert, 1935
- Periophthalmus modestus Cantor, 1842
- Periophthalmus novaeguineaensis Eggert, 1935
- Periophthalmus novemradiatus (F. Hamilton, 1822)
- Periophthalmus pusing Jaafar, Polgar & Zamroni, 2016[5]
- Periophthalmus spilotus Murdy & Takita, 1999
- Periophthalmus takita Jaafar & Larson, 2008 [6]
- Periophthalmus variabilis Eggert, 1935
- Periophthalmus walailakae Darumas & Tantichodok, 2002[7]
- Periophthalmus waltoni Koumans, 1941
- Periophthalmus weberi Eggert, 1935